# Kařízek (tvrz)
Kařízek je zaniklá tvrz ve stejnojmenné obci v okrese Rokycany. Až do dvacátého století se z ní dochovalo tvrziště, které bylo zničeno úpravou pozemku a výstavbou domu. Nepatrné pozůstatky tvrze jsou od roku 1964 chráněny jako kulturní památka.

## Historie
Tvrz v Kařízku stála už v patnáctém století. Patřila zřejmě vladyckému rodu, jehož členové používali přídomek z Kařeza nebo z Kařízka. Vzhledem k faktu, že v Kařezu nikdy tvrz nebyla, vztahují se všechny zmínky o vladycích ke Kařízku. Prvním známým příslušníkem rodu byl Zipota z Kařeza připomínaný roku 1263 v konfirmační listině kláštera svaté Dobrotivé. Dalším členem rodu byl Ota z Kařeza, který roku 1326 zastával funkci převora v klášteře Světce a o čtrnáct let později buď on, nebo nějaký jeho jmenovec věnoval několik vesnic pražskému klášteru svatého Jiří.
Z patnáctého století je znám Drslav z Kařízka (1418) s manželkou Vrackou z Chrástu, Racek z Kařízka (1420) a Mikuláš Mnich z Kařeza, který za služby lounskému svazu dostal ves Břvany. V témže století byly v Kařízku dva dvory zvané Zipotovský a Habartovský. Majitelem poloviny (nebo tří čtvrtin) Habartovského dvora byl Jan z Ptíče, po jehož smrti v roce 1462 majetek převzala vdova Anna a jejich děti. Po roce 1491 získali Kařez i Kařízek páni z Komárova a připojili obě vesnice ke komárovskému panství. Roku 1548 prodal Jan mladší Pešík z Komárova obě vsi s poplužním dvorem v Kařízku Janovi staršímu z Lobkovic a na Zbiroze. Při dělení panství mezi jeho dědici v roce 1565 a později roku 1652 se tvrz v Kařízku připomíná jako pustá.

## Stavební podoba
Na tvrzišti bývaly ještě v devatenáctém století patrné zdi bývalé tvrze. Do první poloviny dvacátého století se dochoval centrální pahorek s průměrem asi 23 metrů, který byl obehnán širokým příkopem. Tvrziště se nacházelo mezi dvěma výrazně upravenými rybníčky, které patřily k opevnění. Samotný pahorek byl při úpravách terénu rozvezen do příkopu a jejich existenci dokládá pouze terasovitá úprava zahrady rodinného domu, který byl v místech tvrze postaven.